# Elementary (album)
Pour les articles homonymes, voir Elementary.
 (janvier 2024).
Si vous disposez d'ouvrages ou d'articles de référence ou si vous connaissez des sites web de qualité traitant du thème abordé ici, merci de compléter l'article en donnant les références utiles à sa vérifiabilité et en les liant à la section « Notes et références ».
Albums de The End
Within Dividia
(2004)
Elementary est le troisième album studio du groupe de Mathcore canadien The End.
Cet album marque un certain virage dans le style musical du groupe, car les éléments de Mathcore, très présents dans les deux premiers albums, sont beaucoup plus discrets. Elementary est plus tourné vers des éléments rock que le reste de la discographie de The End.
La musique de l'album est assez différente des autres albums du groupe car des chants clairs et plus mélodieux sont ajoutés dans la musique.
L'album est sorti le 6 février 2007 sous le label Relapse Records.

## Composition
- Aaron Wolff - chant / percussions
- Steve Watson - guitare
- Sean Dooley - basse
- Anthony Salajko - batterie

## Liste des morceaux
1. Dangerous - 6:08
2. The Never Ever Aftermath - 4:45
3. Animals - 3:26
4. The Moth and I - 5:29
5. Throwing Stones - 3:29
6. My Abyss - 4:50
7. Awake? - 3:43
8. A Fell Wind - 4:02
9. In Distress 5:54
10. And Always… - 9:18